# Greg Garbo
Greg "Garbo" Garbowsky (nascido em 10 de Setembro de 1986) é um músico norte-americano. Greg toca baixo na banda Jonas Brothers.

## Vida Antes da Banda
Garbo cresceu em New Jersey. Aos treze ganhou um baixo de Natal e aprendeu a tocar sozinho. Tocou em uma banda chamada Level Zero, que ganhou a Battle of the Bands (batalha de bandas) no Seton Hall em 2005. Greg era o encarregado do Seton Hall University um ano antes da audição para os Jonas Brothers em maio de 2005. Ele foi recomendado à Paul Kevin Jonas Sr. por um pastor musical na sua Igreja porque ele tocava baixo.

## Televisão
Greg participou de concertos no Dick Clark's New Year's Rockin' Eve, no American Music Awards e no Dancing With the Stars com os Jonas Brothers. Ele também teve aparições no The Ellen Degeneres Show e muitos outros talkshows como The Tonight Show with Jay Leno, Jimmy Kimmel Live!, Live with Regis and Kelly, e o The Oprah Winfrey Show. Ele também apareceu com Miley Cyrus e os JB na cerimônia de encerramento do Disney Channel Games de 2007, e em vários episódios do "Living The Dream".

## Fatos
- Tem alergia mortal à amendoim e derivados.
- Sua cor preferida é a cor dos teus olhos, babe.
- Seus animais preferidos são girafa e narval (cetáceo que vive nos mares árticos).
- Adora comer cereais e torta de limão.
- Filmes preferidos são The Baxter, Lucky Slevin, e Casino Royale.
- Assiste Lost, The Office, Scrubs e qualquer coisa que passar no Discovery Channel.
- A banda favorita dele além dos Jonas é a California Raisins quando era adolescente.
- Odeia que as pessoas falem ao telefone enquanto estão comendo com outras pessoas, datas de expiração e Internet lenta.
- Sua memória mais remota atual é a abertura de verão de 2005 que os Jonas fizeram para o Jesse McCartney, quando eles tocaram quatro músicas e todos ainda queriam ouvi-los.
- GG ama a música "Games", dos JB, e acha a melhor música escrita pelos Jonas desde sempre (ele ajudou a escrever a mesma).
- Livros preferidos são Blue Like Jazz de Donald Miller e Sex, Drugs, and Cocoa Puffs de Chuck Klosterman.
- Se ele pudesse encontrar alguém, vivo ou morto, seria George Washington Carver.